# Elof Jedeur
Elof Jedeur, född 1 april 1783 i Västerås, död där 25 april 1841, var en svensk lärare och författare.
Eolf Jedeur var son till domprosten i Västerås Jonas Jedeur. Han blev student vid Uppsala universitet 1803 och promoverades till filosofie magister 1809. Efter att arbetat som vikarierande kollega vid Västerås skola och 1813 ha blivit prästvigd utnämndes han 1816 till gymnasieadjunkt och blev 1823 vice lektor. Jedeur var en uppskattad tillfällighetsdiktare, en del av hans dikter trycktes i Stockholms-Posten och Westerås Tidningar och utgavs i samlingen Vitterhetsförsök (1825). Han utgav även en samling översatta dikter, Odéum (1832).